# Караджаева, Айсолтан
Айсолтан Караджаева — советский хозяйственный, государственный и политический деятель, Герой Социалистического Труда.

## Биография
Родилась в 1930 году в Ашхабаде. Член КПСС.
С 1946 года — на хозяйственной, общественной и политической работе. В 1946—1985 гг. — рабочая, кокономотальщица, привязывальщица, бригадир-привязывальщица Ашхабадской шелкомотальной фабрики «8 Марта» Туркменского совнархоза, помощник мастера по обучению молодых производственниц Ашхабадской шелкомотальной фабрики «8 Марта» Министерства легкой промышленности Туркменской ССР.
Указом Президиума Верховного Совета СССР от 7 марта 1960 года в ознаменование 50-летия Международного женского дня, за выдающиеся достижения в труде и особо плодотворную общественную деятельность присвоено звание Героя Социалистического Труда с вручением ордена Ленина и золотой медали «Серп и Молот».
Делегат XXII и XXIV съездов КПСС.
Умерла после 1985 года.